# Dwudziesty czwarty Kneset
Dwudziesty czwarty Kneset – dwudziesta czwarta kadencja parlamentu Izraela odbywająca się w latach 2021–2022. Kneset został wyłoniony w przyśpieszonych wyborach parlamentarnych zaplanowanych na 23 marca 2021 roku.
Do 22 grudnia 2020 roku rządzącej koalicji nie udało się przegłosować ustawy budżetowej na 2021 rok. W związku z tym, zgodnie z prawem, automatycznie zarządzono następne wybory, które odbęda się za 90 dni, czyli 23 marca 2021 roku. Rozpisanie kolejnych wyborów odbyło się w atmosferze sporów pomiędzy będącymi w koalicji Likudem Binjamina Netanjahu i Niebiesko-Białymi Beniego Ganca.
13 czerwca XXIV Kneset zaakceptował powstanie rządu Naftalego Bennetta i Ja’ira Lapida stosunkiem głosów 60 do 59. W skład koalicji rządowej weszły następujące partie: Jest Przyszłość (17 miejsc), Niebiesko-Biali (8), Nasz Dom Izrael (7), Partia Pracy (7), Jamina (7), Nowa Nadzieja (6), Merec (6) i Zjednoczona Lista Arabska/Ra’am (4).
W wyniku utracenia większości Bennett i Lapid zgodzili się na skrócenie kadencji rządu i Knesetu. 30 czerwca 2022 roku Kneset przegłosował samorozwiązanie i rozpisanie przyspieszonych wyborów na 1 listopada 2022 roku.

## Wyniki wyborów
Liczba uprawnionych do głosowania wynosiła 6 578 084 osób. Frekwencja wyborcza wyniosła 67,44.
| Partia                                                         | Głosy     | %      | Miejsca | +/- |
| -------------------------------------------------------------- | --------- | ------ | ------- | --- |
| Likud                                                          | 1 066 892 | 24,19% | 30      | 6   |
| Jest Przyszłość                                                | 614 112   | 13,93% | 17      | 4   |
| Szas                                                           | 316 008   | 7,17%  | 9       |     |
| Niebiesko-Biali                                                | 292 257   | 6,63%  | 8       | 6   |
| Jamina                                                         | 273 836   | 6,21%  | 7       | 1   |
| Partia Pracy                                                   | 268 767   | 6,09%  | 7       |     |
| Zjednoczony Judaizm Tory–Degel ha-Tora                         | 248 391   | 5,63%  | 7       |     |
| Nasz Dom Izrael                                                | 248 370   | 5,63%  | 7       |     |
| Syjonizm Religijny (Unia Narodowa-Tkuma, Żydowska Siła, No’am) | 225 641   | 5,12%  | 6       |     |
| Zjednoczona Lista (Chadasz, Ta’al, Balad)                      | 212 583   | 4,82%  | 6       |     |
| Nowa Nadzieja                                                  | 209 161   | 4,74%  | 6       |     |
| Merec                                                          | 202 218   | 4,59%  | 6       |     |
| Zjednoczona Lista Arabska                                      | 167 064   | 3,79%  | 4       |     |
| Ha-Kalkalit he-Chadasza                                        | 34 883    | 0,79%  | 0       |     |
| Rafa                                                           | 17 346    | 0,39%  | 0       |     |
| Partia Piratów                                                 | 1 309     | 0,03%  | 0       |     |
| Ani we-ata                                                     | 1 291     | 0,03%  | 0       |     |
| Inne partie                                                    | 9 923     | 0,24%  | 0       |     |
| Suma                                                           | 4 410 052 | 100%   | 120     |     |

Źródło: תוצאות האמת של הבחירות לכנסת ה-24 (dostęp: 16.06.2021).

## Posłowie do Knesetu
| Partia                                 | Lista posłów |
| -------------------------------------- | --- |
| Likud                                  | Ofir Akunis, Dawid Amsalem, Eti Chawa Atija, Keren Barak, Nir Barkat, Dawid Bitan, Eli Kohen, Awi Dichter, Galit Distel Atbarjan, Juli-Jo’el Edelstein, Jo’aw Galant, Gila Gamli’el, Maj Golan, Cachi Hanegbi, Szlomo Kari, Chajjim Kac, Jisra’el Kac, Ofir Kac, Jo’aw Kisz, Orli Lewi-Abekasis, Jariw Lewin, Fatin Mulla, Binjamin Netanjahu, Amir Ochanna, Miri Regew, Katrin Szitrit, Ofir Sofer, Juwal Steinitz, Gadi Jewarkan, Miki Zohar |
| Jest Przyszłość                        | Wladimir Beli’ak, Meraw Ben-Ari, Ram Ben-Barak, Me’ir Kohen, Meraw Kohen, Karin Elharrar, Jasmin Fridman, Ron Kac, Jora’i Lahaw-Hercano, Ja’ir Lapid, Miki Lewi, Tatiana Mazarski, Idan Rol, Jo’aw Segalowicz, Nira Szpak, Elazar Sztern, Bo’az Toporowski |
| Szas                                   | Mosze Abutbul, Mosze Arbel, Jinon Azulaj, Jo’aw Ben Cur, Chajjim Biton, Uri’el Buso, Arje Deri, Micha’el Malki’eli, Ja’akow Margi |
| Niebiesko-Biali                        | Micha’el Biton, Benjamin Ganc, Eitan Ginzburg, Mufid Mari, Ja’el Ron Ben-Mosze, Alon Szuster, Alon Tal, Rut Waserman Lande |
| Partia Pracy                           | Omer Bar-Lew, Gilad Kariw, Ibtisam Marane, Meraw Micha’eli, Emili Mu’ati, Efrat Rajten, Ram Szefa |
| Zjednoczony Judaizm Tory-Degel ha-Tora | Ja’akow Aszer, Jisra’el Eichler, Mosze Gafni, Ja’akow Litzman, Uri Maklew, Jicchak Pindros, Me’ir Porusz |
| Jamina                                 | Naftali Bennett, Amichaj Chikli, Abir Kara, Nir Orbach, Szirli Pinto, Ajjelet Szaked, Idit Silman |
| Nasz Dom Izrael                        | Eli Awidar, Elina Bardach Jalow, Aleks Kusznir, Limor Magen Telem, Julia Malinowski, Josi Szajn, Jewgeni Sowa |
| Zjednoczona Lista                      | Sami Abu Szechada, Ofer Kasif, Ajman Auda, Osama Sa’adi, Ahmad at-Tajjibi, Ajida Tuma-Sulajman |
| Merec                                  | Isawi Furajdż, Ja’ir Golan, Gabi Laski, Mosi Raz, Dżina Rinawi-Zo’abi, Michal Rozin |
| Nowa Nadzieja                          | Ze’ew Begin, Szaren Haskel, Cwi Hauser, Me’ir Jicchak Halewi, Gide’on Sa’ar, Jifat Szasza-Bitton |
| Syjonizm Religijny                     | Itamar Ben-Gewir, Awi Ma’oz, Simcha Rotman, Becalel Smotricz, Orit Strok, Michal Waldiger |
| Ra’am                                  | Mansur Abbas, Said al-Harumi, Mazen Ghanaim, Walid Taha |

Źródło: Kneset, Current Knesset Members of the Twenty-Fourth Knesset (dostęp: 16.06.2021).

### Zmiany posłów
W związku z tzw. prawem norweskim, jeżeli poseł zostanie mianowany na stanowisko ministerialne, to w jego miejsce do parlamentu dostaje się następny w kolejności polityki, który we właściwych wyborach nie otrzymał mandatu z tej samej listy wyborczej. W XXIV Knesecie doszło do następujących zmian:
- Nowa Nadzieja: Cwi Hauser za Jo’aza Hendla, Me’ir Jicchak Halewi za Ze’ewa Elkina,
- Niebiesko-Biali: Rut Waserman Lande za Orit Farkasz Hakohen, Mufid Mari za Jechi’ela Moszego Tropera,
- Nasz Dom Izrael: Elina Bardach Jalow za Awigdora Liebermana, Limor Magen Telem za Odeda Forera, Josi Szajn za Hamada Amara,
- Jest Przyszłość: Tatiana Mazarski za Jo’ela Razwozowa, Jasmin Fridman za Ornę Barbiwaj,
- Jamina: Szirli Pinto za Matana Kahanę,
- Merec: Michal Rozin za Niccana Horowica, Gabi Laski za Tamar Zandberg.